# Березневий інцидент
Березневий інцидент (яп. 三月事件) — невдала спроба державного перевороту в Японській імперії в березні 1931 року, організована японським радикальним таємним товариством Сакуракай в рамках імператорської армії Японської імперії, за допомогою японських цивільних з ультранаціоналістичних груп.

## Передумови
Початок березневого інциденту 1931 року можна віднести до осені 1930 року, коли офіцери імператорської армії Японської імперії, а саме підполковник Кінгоро Хашімото та капітан Ісаму Чо заснували організацію Сакуракай (Вишневе товариство). Колір вишні був в Японській імперії символом самопожертви та був символом який використовували японські військові для символізації швидкоплинного життя воїна (солдата). Проголошеною метою організації Сакуракай була політична реформа в Японській імперії, вона повинна була відбутись через ліквідацію корумпованої партійної політики та встановлення в Японській імперії тоталітарного державного соціалістичного уряду, яким повинні були керувати військові. Вони вважали що «Новий уряд» позбавить Японську імперії від корумпованої політики, несправедливого розподілу багатства в дзайбацу та уявного дегенеративного впливу, що псує суспільну мораль в Японській імперії.
Після спроби вбивства прем’єр-міністра Японської імперії пана Хамаґуті Осаті, японський герцог Сай'ондзі Кіммоті і лорд-таємний печатник Макіно Нобуакі розглянули можливість рекомендувати японського генерала Кадзусіге Угакі на посаду прем'єр-міністра Японської імперії. Однак пізніше вони вирішили, що для Японської імперії на той час найкращим буде цивільний (не військовий) кандидат. Ця різка зміна розлютила мілітаристську партію (фракцію) в імператорській армії Японської імперії й кілька провідних японських генералів закликали підполковника Кінгоро Хашімото та його організацію Сакуракая спланувати державний переворот, щоб привести до влади генерала Казусіге Угакі.
План підполковника Кінгоро Хашімото передбачав три етапи:
1. У Токіо (столиця Японської імперії) будуть розгорнуті масові заворушення, які змусять японський уряд викликати (покликати) японські війська та оголосити воєнний стан.
2.  Імператорська армія Японської імперії здійснить державний переворот і захопить владу.
3. Новий кабінет (уряд Японської імперії) буде сформований під керівництвом тодішнього японського військового міністра генерала Кадзусіге Угакі.
Організація та підготовка перевороту була забезпечена коштом пожертви у 200 000 єн Йосічіки Токугави, який був ультраправим членом Палати перів Японської імперії, також він був сином останнього даймьо Нагої, засновника Художнього музею Токугави, Нагої та двоюрідного брата японського імператора Сьова.
Японські ультраправі цивільні(не військові, і не урядові) організації на чолі з Канічіро Камеєм і Шумей Окава розпалили переполох біля будівлі парламенту Японської імперії в Токіо наприкінці лютого 1931 року. Проте через матеріально-технічні труднощі заворушення не зуміло привернуло достатньої кількості людей, і очікуваного масштабу заворушення не відбулося. Кінгоро Хашімото проконсультувався з Окавою, який написав Угакі 3 березня 1931 року, він пояснив причини змови та вимагав викликати японські війська і початку дій від генерала. Генерал Угакі можливо був прохолодний до бунту з самого початку, чи це змінилось через те що після того, як бунт не почався як слід, він відмовився співпрацювати з заколотниками. Він сподівався очолити одну з провідних політичних партій Японської імперії партію «Конституційно-демократичну партію», і, таким чином він би отримав шанс стати прем’єр-міністром Японської імперії легальним шляхом, а не шляхом державного перевороту. Також імовірно, що генерал Угакі передбачав, що військова диктатура відштовхне потужні частини японської тогочасної еліти (бюрократів, придворних дворян, промисловців дзайбацу тощо), підтримка яких йому була необхідна у разі початку тотальної війни.
Організатори спроби державного перевороту знову спробували розпочати заворушення 17 березня 1931 року, (за два дні до запланованого державного перевороту), але знову заплановані 10 000 бунтів не втілилися, лідери заколоту були заарештовані, і вся справа державного перевороту розпалася.

## Наслідки
Генерал Угакі втрутився, щоб зам’яти всю справу пов'язану з організацією та спробою державного перевороту, який зазнав повного краху. Він гарантував,  щоб заколотники отримали дуже м’які покарання.  Наслідком цього стало заохочення ще більшої кількості спроб військових втрутитися в політику Японської імперії, а також мало заплямувати заявку генерала Угакі на зайняття посади прем’єр-міністра Японської імперії в майбутньому. Не злякавшись своєї невдачі, підполковника Кінгоро Хашімото спробував знову повалити японський уряд лише через сім місяців у жовтні 1931 року під час жовтневого інциденту.